# 군산화물선
군산화물선(群山貨物線)은 전라북도 군산시에서 장항선과 분기하여 군산화물역까지를 연결하는 한국철도공사의 철도 노선이었다. 현재는 영업이 중지되어 옥구선을 이용하는 화물열차만 경유하였으며, 군장국가산업단지 인입철도 공사를 진행함에 따라 사실상 폐선되었다. 과거에는 군산선(群山線)이었으나, 2008년 1월 1일 군산화물선으로 개칭되며 대야 - 익산 구간은 장항선에 편입되고, 호남선의 지선 철도에서 장항선의 지선으로 변경되었다. 2022년 3월 6일 최종적으로 폐선이 확정되었다.

## 역사
군산화물선은 예전에 군산선의 일부였으므로, 여기서는 군산선의 역사에 대해서 설명하기로 한다.
군산선의 건설은 일제강점기 당시, 호남평야의 풍부한 농산물을 일본으로 실어 나르기 위해 군산항의 인입철도로서 계획되어 건설된 것으로 보인다.
이후 한국 전쟁을 거치면서 군산공항에 주둔하는 주한미군의 화물 운송 역할과, 군산항과 그 주변의 공장의 인입철도 역할도 수행하였으나, 화물의 운송 수단이 바뀌면서 군산역 인근의 페이퍼코리아 이외의 화물 수요는 거의 자취를 감추었다. 2008년 대야역 - 익산역 구간이 장항선에 편입되면서 화물 수송 역할만 하게 되었다. 현재 영업이 중지된 상태이다.
- 1912년 3월 6일 : 이리(현 익산)~군산간 23.1km 완공
- 1924년 6월 1일 : 임피역, 개정역 개업
- 1931년 8월 1일 : 군산항역 개업
- 1943년 12월 1일 : 군산항역 폐역, 군산부두역 개업
- 1945년 이후 : 군산부두역 폐역
- 1953년 2월 : 옥구선(군산~옥구) 준공
- 1953년 6월 1일 : 지경역을 대야역으로 역명 변경
- 1996년 5월 15일 : 통근형 디젤동차 운행 개시
- 2000년 7월 5일 : 대야역 컨테이너 화물 취급
- 2006년 11월 1일 : 임피역 무배치간이역으로 격하
- 2008년 1월 1일 : 군산선 통근열차 폐지 및 군산역을 군산화물역으로 역명 변경. 군산화물선 분기점은 대야역기준으로 동쪽 구간이 장항선에 편입.[1]
- 2008년 7월 1일 : 군산화물역 화물 영업 중지로 전 구간 영업 중지
- 2011년 4월 1일 : 옥구선 화물취급 재개
- 2017년 : 군산항선 공사를 시작함에 따라 사실상 폐선
- 2019년 4월 17일 : 철도 노선번호 변경에 따라 30803로 변경[2]
- 2019년 5월 3일 : 철도 노선번호 변경에 따라 30802로 변경[3]
- 2022년 3월 6일 : 군산화물선 폐선

## 노선 정보
- 노선 거리 : 9.8km
- 운영 기관 : 한국철도공사
- 궤간 : 1435mm(표준궤)
- 통행 방식 : -
- 역 수 : 3
- 복선 구간 : 없음
- 전철화 구간 : 없음
- 보안 장치 : 없음

## 역 목록
| 역명           | 로마자 역명  | 한자 역명 | 역간거리 (km) | 영업거리 (km) | 접속 노선 | 소재지   | 소재지 | 비고 |
| -------------- | ------------ | --------- | ------------- | ------------- | --------- | -------- | ------ | ---- |
| 군산화물선분기 |              |           | 0.0           | 0.0           | 장항선    | 전라북도 | 군산시 |      |
| 개정           | Gaejeong     | 開井      | 3.5           | 3.5           |           | 전라북도 | 군산시 | 폐역 |
| 군산화물       | Gunsanhwamul | 群山貨物  | 5.4           | 8.9           | 옛 옥구선 | 전라북도 | 군산시 | 폐역 |
| 군산항         | Gunsanhang   | 群山港    |               |               |           | 전라북도 | 군산시 | 폐역 |
| 군산부두       | Gunsanbudu   | 群山埠頭  |               |               |           | 전라북도 | 군산시 | 폐역 |

## 노선 특성
이 노선의 여객열차 운행은 정기 운행하는 전주역~군산역간을 운행하는 통근열차와 익산역~군산역간을 운행하는 화물열차가 운행되던 노선이다. 전 구간이 선로 상태가 매우 열악한 4급선이었다.

## 차량
과거에 운행하던 차량은 다음과 같다.
- 동차
  - 니가타 디젤 동차
  - 가와사키 디젤 동차
  - CDC

- 객차
  - 비둘기호 객차
  - 무궁화호 (관광열차)

## 이용객 변동
다음 자료는 2000년부터 2007년까지 한국철도공사 한국철도통계 내용을 모은 것이다.
| 구분       | 이용 인원수 (명) | 이용 인원수 (명) | 이용 인원수 (명) | 이용 인원수 (명) | 이용 인원수 (명)             | 이용 인원수 (명)             | 이용 인원수 (명)             | 이용 인원수 (명)             | 각주  |
| 구분       | 2000년           | 2001년           | 2002년           | 2003년           | 2004년                       | 2005년                       | 2006년                       | 2007년                       | 각주  |
| ---------- | ---------------- | ---------------- | ---------------- | ---------------- | ---------------------------- | ---------------------------- | ---------------------------- | ---------------------------- | ----- |
| 비둘기     | 0                | 0                | 0                | 0                | 0                            | 0                            | 0                            | 0                            | [ 4 ] |
| 통일(통근) | 378,453          | 352,720          | 300,230          | 279,713          | 307,113                      | 345,047                      | 354,806                      | 352,524                      | [ 4 ] |
| 무궁화     | 987              | 1,845            | 1,474            | 1,080            | 0                            | 658                          | 1,293                        | 6,725                        | [ 4 ] |
| 새마을     | 0                | 0                | 0                | 0                | 0                            | 0                            | 0                            | 0                            | [ 4 ] |
| 건설       | 0                | 0                | 0                | 0                | 각 종별 열차 이용객에 포함됨 | 각 종별 열차 이용객에 포함됨 | 각 종별 열차 이용객에 포함됨 | 각 종별 열차 이용객에 포함됨 | [ 4 ] |
| 정기권     | 48,848           | 45,918           | 32,093           | 28,381           | 각 종별 열차 이용객에 포함됨 | 각 종별 열차 이용객에 포함됨 | 각 종별 열차 이용객에 포함됨 | 각 종별 열차 이용객에 포함됨 | [ 4 ] |
| 합계       | 428,288          | 400,483          | 333,797          | 309,174          | 307,113                      | 345,705                      | 356,099                      | 359,249                      | [ 4 ] |

## 대중 매체
- 〈군산선 마지막 꼬마열차〉. 《다큐멘터리 3일》 (텔레비전). 제 33회. 2008년 1월 11일. KBS 시사교양본부 기획·제작.